# Bodo Kraft (Maler)
Bodo Kraft (* 1951 in Neustadt an der Weinstraße) ist ein deutscher Maler und Zeichner.

## Leben
Von 1968 bis 1969 studierte Kraft an der Staatlichen Akademie der Bildenden Künste in Karlsruhe bei Horst Antes und von 1969 bis 1970 an der Freien Kunstschule Stuttgart bei Gerd Neisser. Es folgten Studienjahre an der Staatlichen Akademie der Bildenden Künste Stuttgart bei Rudolf Haegele 1970–73 sowie 1973–76 wieder an der Karlsruher Akademie, dort von 1974 bis 1976 als Meisterschüler von Herbert Kitzel. In den Jahren von 1976 bis 1977 hatte Kraft ein DAAD-Stipendium in Amsterdam inne. 1977–86 lebte der Künstler in Bremen. 1978–1988 war er Mitglied der Bremer Künstlervereinigung Gruppe Grün. Es folgten weitere Stipendien, so 1978/1979 ein Atelierstipendium des Stedelijk Museums Amsterdam und 1979–1980 das Künstlerhausstipendium Worpswede. In den Jahren 1981–1983 hielt sich der Maler in Italien auf und hatte ein Atelier in Bologna. Seit 1987 lebt und arbeitet er in Ettlingen, Karlsruhe und Kressbronn am Bodensee. Bodo Kraft ist Mitglied im Künstlerbund Baden-Württemberg. Er ist mit der Bildhauerin Irmela Maier verheiratet.

## Werk
Das Schaffen Krafts hat seine Wurzeln in der Auseinandersetzung mit dem Werk seiner Lehrer an der Karlsruher Akademie, Horst Antes und Herbert Kitzel. Antes, selbst Schüler von HAP Grieshaber in Karlsruhe, war Mitbegründer der Neuen Figuration, die, vor allem von Karlsruhe ausgehend, wichtige neue Impulse zur figürlichen Malerei im Deutschland der 1960er-Jahre gab. Seine frühen Arbeiten zeigen großformatige Motive, in denen sich die menschliche Figur – meist ist es der Künstler selbst oder es sind Porträts von Freunden oder Künstlerkollegen – teilweise auch in Rückenansicht vor einer Wandfläche befindet. Seine Malerei der 1970er-Jahre war stark von einer gegenständlichen Formensprache bestimmt. Dieser Stil veränderte sich durch den Studienaufenthalt in Bologna. Dort entstanden kleinformatige Bilder, die rein aus der Farbe heraus entwickelt wurden. Die „tozzi rossi“ weisen mit ihrer meist quadratischen Bildfläche formal auf die nachfolgenden „quadri“ hin. In ihnen findet sich bereits seine Vorliebe, Einzelbilder in Bildkompositionen zu großen Blöcken zusammenzustellen.
Im Werk Krafts findet sich ebenfalls das Motiv des Fensters, in dem die geometrisch strukturierte Bildkomposition mit gitterförmig angelegten Linienbändern einen Blick aus einem Raum nach außen zu gewähren scheint. Diese „Fensterbilder“ geben der menschlichen Figur, umrisshaft gesehen und oftmals als Torso dargestellt, Raum für darin vorstellbare Tätigkeiten oder Ereignisse.  In den „Atelierwänden“ (seit 2007) beschäftigt sich der Künstler mit einem ungewöhnlichen Bildformat. Es sind schmale Leinwände von lediglich 50 Zentimeter Breite, die 2,20 Meter hoch sind. Die langen, teilweise zweiteiligen Hochrechtecke sind Zustandsbeschreibungen räumlicher als auch inhaltlicher Art.

## Arbeiten in öffentlichem Besitz (Auswahl)
Arbeiten in Sammlungen
- Städtische Galerie Karlsruhe
- Staatliche Kunsthalle Karlsruhe
- Landesmuseum Karlsruhe
- Museum für Neue Kunst Freiburg
- Kommunale Galerie Bremen
- Artothek Bremen
- Städtische Galerie Wolfsburg
- Staatsgalerie Stuttgart
- Pfalzgalerie Kaiserslautern
- Sammlung Würth Künzelsau
- Stadt Bad Waldsee
- Stadt Weingarten

Kunst am Bau
- Bremen, Senator für Wissenschaft und Kunst (Schule Lessingstraße)
- Mainz, Staatstheater, Kleines Haus
- Karlsruhe, Haus des Handwerks

## Ausstellungen (Auswahl)
- 1979: Galerie Gruppe Grün Bremen (EA/K), Galerie Jochen Weise Hannover (EA)
- 1980: Liebe-Dokumente unserer Zeit. Kunsthalle Darmstadt und Kunstverein Hannover (K)
- 1981: Galerie Haus 11 Karlsruhe (EA)
- 1982: 4 Realismen – 4 Ergebnisse. Kunsthalle Darmstadt (EA/K); tozzi rossi. Galerie Gruppe Grün Bremen (EA/K)
- 1983: Städtische Galerie Bad Waldsee (EA), tozzi rossi, Badischer Kunstverein Karlsruhe (EA/K)
- 1984: Kunstlandschaft Bundesrepublik, Von der Heydt-Museum Wuppertal (K)
- 1985: Galerie Katrin Rabus Bremen (EA), Galerie Györfi Herrenberg (EA)
- 1986: Galerie art-contact Karlsruhe (EA), Meisterwerke aus der Sammlung der Städtischen Galerie Wolfsburg, Kunstgalerie Bosnien und Herzegowina, Sarajewo/Jugoslawien (K)
- 1987: Galerie Christa Schübbe Düsseldorf (EA)
- 1989: Mensch und Tier. Galerie Ewald Schrade Schloss Mochental
- 1990: Gesellschaft der Freunde junger Kunst e. V. Baden-Baden (EA/K), Galerie Doris Wullkopf Darmstadt (EA), Villa Berberich Bad Säckingen (EA)
- 1991: Galerie Billi Strauss Stuttgart (EA), Eröffnungsausstellung, Hermann-Billing-Haus Karlsruhe (K)
- 1993: Kopf-Ansichten. Pfalzgalerie Kaiserslautern und Städtische Museen Heilbronn (K)
- 1994: Herbert Kitzel und seine Schüler. Galerie art-contact Karlsruhe
- 1997: quadri. Hermann-Billing-Haus und Galerie Alfred Knecht Karlsruhe (EA/K)
- 1999: Städtische Galerie im Kornhaus Weingarten (EA)
- 2001: Galerie Alfred Knecht Karlsruhe (EA)
- 2003: Begegnungen, Bodo Kraft und Herbert Kitzel. Galerie Alfred Knecht Karlsruhe (EA) und Galerie der Majolika Karlsruhe
- 2005: Städtische Galerie im Torhaus Leutkirch im Allgäu (EA/K)
- 2007: Herbert Kitzel und Freunde, Arbeiten von 1958 bis 1978. Galerie Domplatz Halle/Saale und Galerie Alfred Knecht in der Orgelfabrik Karlsruhe (K)
- 2008: Städtisches Museum Engen, Stubbengesellschaft (mit Irmela Maier) (EA/K)
- 2009: Atelierwände. Galerie Alfred Knecht Karlsruhe (EA/K)
- 2012: Freunde. Hermann-Billing-Haus Karlsruhe
- 2013: Atelierwände und quadri. Städtische Galerie im Kornhaus Weingarten (EA)[4]
- 2014: Kritische Beobachter – Karlsruher Realisten der 1970er Jahre im Kontext. Städtische Galerie Karlsruhe
- 2015: Kunst Oberschwaben, 1970 bis Heute. Schloss Achberg (K)
- 2016: Dazwischen. Kunstverein Nördlingen

Seit 1973 beteiligt bei verschiedenen Jahresausstellungen u. a. Künstlerbund Baden-Württemberg (K), Karlsruher Künstler, Badischer Kunstverein (K), Neue Darmstädter Sezession (K), Gesellschaft für aktuelle Kunst Bremen (K), Gesellschaft der Freunde junger Kunst e.V. Baden-Baden (K).
Vertreten auf den Kunstmessen Art Cologne, Köln, Art Bodensee, Dornbirn/Österreich(K), Art Karlsruhe (K).
(EA=Einzelausstellung, K=Katalog)

## Bibliografie (Auswahl)

### Ausstellungskataloge
- Bodo Kraft, Atelierwände. Hg. Galerie Alfred Knecht Karlsruhe und Medoza Museum Otterndorf. Karlsruhe 2009, ISBN 978-3-937295-94-7. (Text Veronika Mertens)
- Bodo Kraft, Malerei. Galerie im Torhaus, Stadt Leutkirch, Galerie Alfred Knecht, Karlsruhe. Karlsruhe 2005, ISBN 3-937295-45-3. (Texte Sabine Heilig, Ulrich Zimmermann)
- Bodo Kraft, quadri 1995–1997. Ausstellungskatalog Hermann-Billing-Haus Karlsruhe, in Zusammenarbeit mit der Galerie Alfred Knecht, Karlsruhe. Karlsruhe, 1997, ISBN 3-925521-38-0. (Text Ursula Merkel)
- Bodo Kraft. Gesellschaft der Freunde junger Kunst e.V., Baden-Baden 1990.(Text Dr. Ulrike Grimm)
- Bodo Kraft, tozzi rossi 1981–1983. Galerie Gruppe Grün Bremen, Kunstverein Karlsruhe 1983. (Text Hajo Antpöhler)
- Bodo Kraft. in: Gruppe Grün. Ausstellung Galerie Gruppe Grün, Bremen 1978 (Texte Herbert Albrecht, Volker Plagemann)
- Bodo Kraft. In: 4 Realismen. Kunsthalle Darmstadt 1982 (Text Dr. Hans-G. Sperlich)

### Weitere Literatur
- Sammlung Würth 4, Einblick Ausblick Überblick. C. Silvia Weber (Hrsg.), Swiridoff Verlag Künzelsau 2015, ISBN 978-3-89929-323-4
- Kunst Oberschwaben – 20. Jahrhundert, 1970 bis heute. Martin Oswald, Heiderose Langer, Stefanie Dathe. Kunstverlag Fink, 2014, ISBN 978-3-89870-845-6.
- Herbert Kitzel (1928–1978) und Freunde. Kirsten Claudia Voigt, Hans-Georg Sehrt (Hrsg.) Hallescher Kunstverein und Galerie Alfred Knecht Karlsruhe, Halle/Saale 2007.
- Kunst im öffentlichen Raum in Bremen 1973–1993. Lothar Romain, Hajo Antpöhler, Hans Joachim Manske (Hrsg.). Bremer Bände zur Kulturpolitik VII, Worpsweder Verlag, 1993, ISBN 3-89299-169-3.
- Kopf-Ansichten – Malerei und Plastik der 80er Jahre. Erich Thiess, Pfalzgalerie Kaiserslautern und Städtische Museen Heilbronn. Kaiserslautern 1993, ISBN 3-89422-064-3.
- Kunstlandschaft Bundesrepublik. Ursula Peters und Georg F. Schwarzbauer, Ausgabe Hamburg, Schleswig-Holstein und Bremen. Arbeitsgemeinschaft Deutscher Kunstvereine, Ernst Klett Verlage, Stuttgart 1984, ISBN 3-608-76197-7.
- Liebe – Dokumente unserer Zeit. Katrin Sello, Dorit Marhenke, H. W. Sabais, Martin Schmid. Kunsthalle Darmstadt und Kunstverein Hannover. Prisma Verlag Gütersloh 1980.